# Alfa ácido

Estrutura química do humulone, o alfa ácido em maior quantidade no lúpulo

Alfa ácidos (α-ácidos) são uma classe de compostos químicos com importância principalmente para a produção de cerveja. Eles são encontrados nas glândulas de resina das flores do lúpulo e são a fonte de  amargor do lúpulo . Alfa ácidos podem ser isomerizados para formar iso-alfa-ácidos através da aplicação de calor em solução. Iso-alfa-ácidos (iso-α-ácidos) são tipicamente produzidas em cerveja a partir da adição de lúpulo para a fervura do mosto. O grau de isomerização e da quantidade de sabor amargo produzido através da adição de lúpulo dependente altamente do tempo em que o lúpulo é fervido. Tempos mais longos de fervura resultarão na isomerização de muitos dos ácidos alfa disponíveis.
Alfa ácidos comuns incluem: humulone, adhumulone, cohumulone, posthumulone e prehumulone. Os mais comuns iso-alfa-ácidos são cis- e trans-isohumulone..

## Propriedades anti-bacterianas
Iso-alfa-ácidos têm um efeito bacteriostático sobre muitas  bactéria Gram-positivas encontradas na cerveja. Enquanto os iso-alfa-ácidos são muito eficazes prevenindo a contaminação grave de bactérias Gram-positivas, tais como as bactérias do ácido láctico e Pediococcus, há algumas linhagens que são muito resistentes aos efeitos dos iso-α-ácidos.
Os iso-alfa-ácidos não têm qualquer efeito sobre bactéria Gram-negativas, e, portanto, o fabricante de cerveja deve contar com a sanitização adequada e condições anaeróbicas da cerveja para assegurar a estabilidade do produto.